# Giovanni Filippo Galvagno
Giovanni Filippo Galvagno (né à Turin, le 22 août 1801 - mort dans la même ville le 27 mars 1874) est un avocat et un homme politique italien, député, ministre à plusieurs reprises, sénateur du royaume de Sardaigne et maire de sa ville natale. 

## Biographie
Giovanni Filippo Galvagno, a été député du 3e collège de Turin (Italie), sous le gouvernement de Ettore Gerbaix de Sonnaz, ministre de l'Intérieur, entre mars et mai 1849, puis ministre de l'Agriculture et du Commerce, sous le gouvernement de Massimo d'Azeglio.

## Décorations
- - Ordre des Saints-Maurice-et-Lazare
- - Ordre de la Couronne d'Italie